# Hôpital Raymond-Poincaré
Hôpital Raymond-Poincaré je veřejná fakultní nemocnice v Garches.
Tato součást Assistance publique – Hôpitaux de Paris a výukové nemocnice Univerzita Versailles Saint Quentin en Yvelines.
Byla založena v roce 1936.